# Верхня Пожня
Ве́рхня По́жня — село в Україні, у Краснопільській селищній громаді Сумського району Сумської області. Населення становить 276 осіб. До 2020 орган місцевого самоврядування — Славгородська сільська рада.

## Географія
Село Верхня Пожня розташоване на правому березі річки Пожня, вище за течією на відстані 1,5 км розташоване село Славгород, нижче за течією на відстані 4 км — село Пожня (Охтирський р-н), на протилежному березі — села Порозок та Славгород.
Поруч пролягає автомобільний шлях Т 1901.

## Історія
За даними на 1864 рік, у казеному селі Дернівської волості Охтирського повіту Харківської губернії мешкало 562 особи (288 чоловічої статі та 274 — жіночої), налічувалось 97 дворових господарств.
Село постраждало внаслідок геноциду українського народу, проведеного урядом СССР у 1923–1933 та 1946–1947 роках.
12 червня 2020 року, відповідно до розпорядження Кабінету Міністрів України № 723-р «Про визначення адміністративних центрів та затвердження територій територіальних громад Сумської області», село увійшло до складу Краснопільської селищної громади.
19 липня 2020 року, в результаті адміністративно-територіальної реформи та ліквідації Краснопільського району, увійшло до складу новоутвореного Сумського району.

## Населення

### Мова
Розподіл населення за рідною мовою за даними :
| Мова       | Кількість | Відсоток |
| ---------- | --------- | -------- |
| російська  | 249       | 90.22%   |
| українська | 27        | 9.78%    |
| Усього     | 276       | 100%     |